# Paul Northfield
Paul Northfield e ren britisk musikproducer og lydingeniør, der har arbejdet med bands som Dream Theater, Queensrÿche, Rush, Porcupine Tree and Suicidal Tendencies.
Northfield har arbejdet på Advision Studio i London fra 1974 til 1978, hereft på Le Studio, Morin Heights i Quebec fra 1978 to 1987, og siden da har han været uafhængig.

## Udvalgt diskografi
| År   | Album                                            | Band                   | Pladeselskab          | Rolle                                |
| ---- | ------------------------------------------------ | ---------------------- | --------------------- | ------------------------------------ |
| 1975 | Free Hand                                        | Gentle Giant           | Chrysalis             | Engineer (Assistent)                 |
| 1976 | Interview                                        | Gentle Giant           | Chrysalis             | Engineer                             |
| 1977 | Makin' Magic                                     | Pat Travers            | Polydor               | Engineer, Remixing                   |
| 1980 | Permanent Waves                                  | Rush                   | Anthem/Mercury        | Engineer                             |
| 1981 | Exit...Stage Left                                | Rush                   | Anthem/Mercury        | Engineer, Mixing                     |
| 1981 | Moving Pictures                                  | Rush                   | Anthem/Mercury        | Engineer                             |
| 1981 | Head On                                          | Toronto                | Solid Gold Records    | Engineer                             |
| 1982 | Power Play                                       | April Wine             | Aquarius Records      | Engineer                             |
| 1982 | Signals                                          | Rush                   | Anthem/Mercury        | Engineer, Mixing                     |
| 1983 | Alpha                                            | Asia                   | Geffen                | Engineer, Mixing                     |
| 1984 | Animal Grace                                     | April Wine             | Aquarius Records      | Engineer                             |
| 1984 | Grace Under Pressure                             | Rush                   | Anthem/Mercury        | Synthesizer, Programming             |
| 1986 | Shakin' Like A Human Being                       | Kim Mitchell           | Atlantic Records      | Engineer                             |
| 1987 | Pop Goes the World                               | Men Without Hats       | Mercury               | Producer, Mixing                     |
| 1988 | Operation: Mindcrime                             | Queensrÿche            | EMI                   | Engineer                             |
| 1989 | A Show of Hands                                  | Rush                   | Anthem/Mercury        | Engineer                             |
| 1989 | No Respect                                       | Vain                   | Island                | Producer, Engineer, Mixing           |
| 1990 | Then & Now                                       | Asia                   | Geffen                | Engineer                             |
| 1990 | Empire                                           | Queensrÿche            | EMI                   | Engineer                             |
| 1990 | Steelheart                                       | Steelheart             | MCA                   | Engineer, Assistant Engineer, Mixing |
| 1990 | Big Houses                                       | Eight Seconds          | WEA                   | Producer                             |
| 1991 | ’’Monsters Under The Bed’’                       | Honeymoon Suite        | WEA                   | Producer                             |
| 1991 | Hey Stoopid                                      | Alice Cooper           | Epic                  | Engineer                             |
| 1992 | The Art of Rebellion                             | Suicidal Tendencies    | Epic                  | Engineer, Mixing                     |
| 1993 | Sarsippius' Ark                                  | Infectious Grooves     | Epic                  | Producer, Mixing                     |
| 1993 | Cockroach                                        | Danger Danger          | Epic                  | Engineer, Mixing                     |
| 1994 | Groove Family Cyco                               | Infectious Grooves     | Epic                  | Mixing                               |
| 1994 | Suicidal for Life                                | Suicidal Tendencies    | Epic                  | Producer, Engineer, Mixing           |
| 1995 | Helpyourselfish                                  | D-A-D                  | Medley/EMI            | Producer                             |
| 1995 | Ozzmosis                                         | Ozzy Osbourne          | Epic                  | Engineer                             |
| 1996 | Scenery and Fish                                 | I Mother Earth         | EMI                   | Producer, Engineer, Mixing           |
| 1996 | Creature                                         | Moist                  | EMI                   | Producer                             |
| 1997 | Black Science                                    | GZR                    | TVT                   | Producer, Mixing                     |
| 1997 | Friends & Family                                 | Suicidal Tendencies    | Suicidal              | Mixing                               |
| 1997 | Prime Cuts                                       | Suicidal Tendencies    | Epic                  | Producer, Mixing                     |
| 1998 | Celebrity Skin                                   | Hole                   | Geffen                | Engineer                             |
| 1998 | Different Stages                                 | Rush                   | Anthem/Atlantic       | Producer, Mixing                     |
| 1998 | Little Songs                                     | David Usher            | EMI                   | Producer                             |
| 1998 | Six the Hard Way                                 | Suicidal Tendencies    | Suicidal              | Producer, Mixing                     |
| 1999 | Freedumb                                         | Suicidal Tendencies    | Suicidal/SideOneDummy | Producer, Engineer, Mixing           |
| 1999 | Blue Green Orange                                | I Mother Earth         | Mercury               | Co-producer, Mixing                  |
| 2000 | Holy Wood (In the Shadow of the Valley of Death) | Marilyn Manson         | Nothing/Interscope    | Engineer                             |
| 2000 | Free Your Soul and Save My Mind                  | Suicidal Tendencies    | Suicidal              | Mixing                               |
| 2000 | Host                                             | Clarknova              | Shoreline/EMI         | Producer/Mixing                      |
| 2001 | Since August                                     | Since August           | Loggerhead/Universal  | Producer, Engineer                   |
| 2002 | Vapor Trails                                     | Rush                   | Anthem/Atlantic       | Producer, Engineer                   |
| 2002 | In Absentia                                      | Porcupine Tree         | Lava                  | Engineer                             |
| 2003 | The Spirit of Radio: Greatest Hits 1974-1987     | Rush                   | Mercury               | Engineer, Synthesizer Programming    |
| 2005 | Four Play                                        | Pat Travers            | Majestic Rock         | Engineer                             |
| 2006 | The Dark Third                                   | Pure Reason Revolution | InsideOut             | Engineer                             |
| 2007 | Systematic Chaos                                 | Dream Theater          | Roadrunner            | Engineer, Mixing                     |
| 2009 | Black Clouds & Silver Linings                    | Dream Theater          | Roadrunner            | Engineer, Mixing                     |
| 2010 | Killing Mars                                     | Mosquito-B             | Bulldog Brothers      | Co-Producer, Mixer, Engineer         |
| 2011 | Hell Bound Gypsy Train                           | Stone Mary             | Independent           | Producer, Mixer, Engineer            |
| 2011 | A Dramatic Turn of Events                        | Dream Theater          | Roadrunner            | Engineer                             |
| 2013 | 13                                               | Suicidal Tendencies    | Suicidal              | Producer                             |
| 2014 | Glory Under Dangerous Skies                      | Moist                  | Universal Music Group | Producer                             |
| 2016 | Use Less U                                       | Mosquito-B             | The Trench Records    | Co-Producer, Mixer, Engineer         |
| 2016 | World Gone Mad                                   | Suicidal Tendencies    | Suicidal              | Producer                             |